# Душан Тимотијевић
Душан Дуда Тимотијевић (Београд, 11. фебруар 1903 — Београд, 23. децембар 1967) био је српски надреалиста и југословенски новинар, један од оснивача Политикиног забавника, главни преводилац америчких стрипова који је Дизнијевим стрип јунацима дао српска имена. Био је главни уредник Борбе.

## Биографија
Заједно са Радетом Драинцем и Марком Ристићем је 1922. године уређивао српски надреалистички часопис за уметност, књижевног и филозофију Путеви, а био је сарадник Новог листа и недељника Покрет. Стални сарадник и специјални дописник Политике је постао 1932. године и био њен извештач из Трећег рајха и Етиопије. Са  Владиславом Рибникаром и Живојином Батом Вукадиновићем је 1939. године основао Политикин Забавник, те био члан његове прве редакције. Као главни преводилац америчких стрипова, Дизнијевим стрип јунацима је дао српска имена.
Био је ожењен Олгом Попс, кћерком угледног београдског адвоката и политичара Фридриха Попса, са којом је имао сина Косту. Олгина сестра Ела је била удата за Милутина Ивковића - Милутинца, лекара и југословенског фудбалског репрезентативца.
Заробљен је у Априлском рату 1941. године и депортован у заробљенички логор Oflag VI C. У заробљеништву је био заједно са другим интелектуалцима, међу којима су били књижевници Ото Бихаљи Мерин, Милан Богдановић, Станислав Винавер, археолог Душан Карапанџић... У логору је илегално уређивао билтен Логорске вести. По повратку из заробљеништва, радио је у Политици, те касније био главни уредник Гласа, Борбе и Међународне политике. Своју породичну кућу у Господар Јевремовој улици је након ослобођења уступио Ивану Клајну, будући да је његова кућа у Улици Маршала Пилсудског (данас: Тадеуша Кошћушка) код Калемегдана.
Предавао је на Високој филмској школи у Београду и био директор Југословенског института за новинарско. Такође, био је председник Удружења новинара Србије и Савеза новинара Југославије.
Умро је 23. децембра 1967. године у Београду.

## Награда за телевизијску критику „Душан Дуда Тимотијевић”
Часопис ТВ Новости установио је 1976. године Награду за телевизијску критику која носи име Душана Дуде Тимотијевића. Досадашњи добитници су:
Олга Божичковић (1976), Бранко Белан (1977), Богдан Тирнанић (1978), Димитрије Пекић (1979), Душан Радовић и Душан Петричић (1980), Веселко Тенџера (1981), Видан Арсенијевић (1982), Бранка Оташевић (1983), Велимир Стојановић (постхумно) и Милан Влајчић (1984), Тања Торнарина (1985), Алма Лазаревски (1986), Владимир Лазаревић (1987), Богдан Тирнанић (1988), Мира Боглић (1989), Бранка Оташевић (1990), Петар Луковић (1991), Божидар Калезић (1992), Миодраг Попов (1993), Милутин Мишић (1994), Зоран Предић (1995), Ранко Мунитић (1996), Ранко Гузина (1997), Бранислава Џунов (1998), Милутин Мишић (1999), РТВ Панчево (2000), Драган Бујошевић (2001), Бранка Оташевић (2002), Бојана Андрић (2003), Драган Илић (2004), Ранко Мунитић (2005), Оља Бећковић (2007), ТВ пројекат "Време је за бебе" (2009), Зоран Пановић...

## Награде и признања
- Награда Моша Пијаде